# Bershawn Jackson
Pour les articles homonymes, voir Jackson.
Bershawn Jackson (né le 8 mai 1983 à Miami) est un athlète américain spécialiste du 400 mètres haies, champion du monde en 2005.

## Biographie

### Débuts
Bershawn Jackson fait ses débuts sur la scène internationale à l'occasion des Championnats du monde junior 2002 de Kingston, se classant troisième de la finale du 400 mètres haies remportée par le Sud-Africain L. J. van Zyl. Âgé de vingt-ans seulement, il remporte le titre du 400 m haies aux Championnats des États-Unis 2003 de Palo Alto en 49 s 01, devant son compatriote Joey Woody. Il participe ensuite aux Championnats du monde de Paris-Saint-Denis mais est disqualifié après sa victoire en séries.
Étudiant au St Augustine's College de Raleigh, il passe professionnel immédiatement après les Championnats des États-Unis 2004, signant un partenariat avec la firme Nike. Pour sa première saison sur le circuit des meetings de l'IAAF, il remporte la Finale mondiale de l'athlétisme de Monaco en 47 s 86. Il termine par ailleurs troisième meilleur « performeur » mondial de l'année 2004, derrière Félix Sánchez et James Carter. 

### Titre mondial
En 2005, Bershawn Jackson remporte son premier titre national en salle sur 400 m et se classe par ailleurs deuxième des Championnats des États-Unis en plein air derrière Kerron Clement. Qualifié pour les Championnats du monde d'Helsinki, l'Américain remporte la finale du 400 m haies, le 9 août 2005, devant son compatriote James Carter et le Japonais Dai Tamesue. Il établit avec le temps de 47 s 30 la meilleure performance de sa carrière et devient le premier athlète américain à s'imposer sur la distance depuis Derrick Adkins en 1995. Deuxième meilleur « performeur » mondial de l'année derrière Kerron Clement, il remporte en fin de saison pour la deuxième année consécutive la Finale mondiale de l'athlétisme à Monaco.

### 2007
L'Américain subit une grosse désillusion lors de l'édition 2007 à Osaka. Jackson est en effet éliminé lors des demi-finales après avoir trébuché sur la dernière haie alors qu'il allait se qualifier pour la finale. 

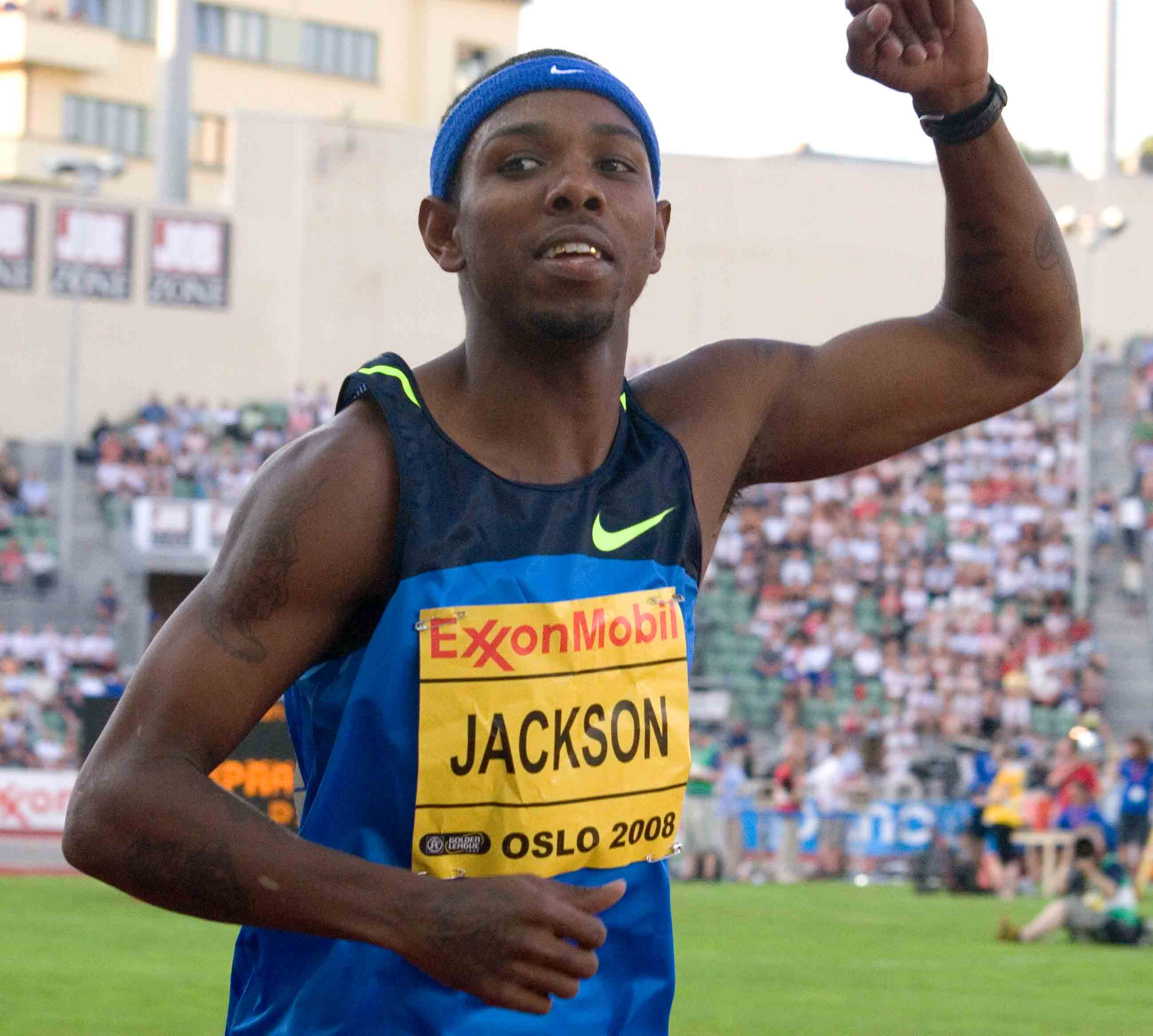
Bershawn Jackson en 2008 lors de sa victoire aux Bislett Games

### 2008-2009: moulé dans le bronze
En 2008, il remporte la médaille de bronze du 400 mètres haies des Jeux olympiques de Pékin, et obtient en 2009 une nouvelle place de troisième en finale des Championnats du monde de Berlin, derrière Kerron Clement et Javier Culson. 
En début de saison 2010 à Doha, Bershawn Jackson devient champion du monde en salle du relais 4 × 400 m en compagnie de Jamaal Torrance, Tavaris Tate et Greg Nixon. L'équipe américaine établit la meilleure performance mondiale de l'année en 3 min 03 s 40 et devance finalement la Belgique et le Royaume-Uni. C'est de nouveau à Doha que l'Américain entame le circuit de la Ligue de diamant 2010, s'imposant en 48 s 66 face à Kerron Clement. Début juin à Des Moines, il enlève son troisième titre national du 400 m haies à l'occasion des Championnats des États-Unis 2010 et signe à cette occasion la meilleure performance mondiale de l'année avec 47 s 32. Battu par Clement lors des meetings d'Oslo et de New York, Jackson profite de la blessure de son compatriote pour s'adjuger la victoire finale en Ligue de diamant après avoir remporté les quatre dernières épreuves à Lausanne, Stockholm, Londres, et lors de la finale au Mémorial Van Damme de Bruxelles. Représentant les Amériques lors de la première Coupe continentale d'athlétisme à Split, il ne se classe que troisième du 400 m haies, derrière David Greene et Javier Culson, puis remporte l'épreuve du 4 × 400 m au sein d'une équipe mixte.
En 2011, le triple champion universitaire Jeshua Anderson remporte le 400 m haies en plein air des Championnats des États-Unis de Eugene devant le Bershawn Jackson et le double champion olympique (2000, 2008) Angelo Taylor. Les trois hommes se qualifient par la même occasion pour les Championnats du monde de Daegu. Les trois ont fini avec seulement 1/100 d'écart, Anderson et Jackson en 47 s 93 et Taylor en 47 s 94. Il termine sixième de la finale en 49 s 24.
En 2015, Jackson retrouve son meilleur niveau et arrive aux Championnats du monde de Pékin en tant que favori puisqu'il détient la meilleure performance mondiale de l'année (48 s 09). Mais il subit un revers en séries où il est éliminé, ne terminant que 7e de sa course. Il se console en fin de saison en remportant le trophée de la Ligue de diamant, pour la seconde fois de sa carrière (avec 2010) grâce à sa seconde place au Mémorial Van Damme de Bruxelles (48 s 76) derrière le Bahaméen Jeffery Gibson (48 s 72).
Le 12 avril 2017, il annonce que cette année sera sa dernière année de compétition, avant de mettre un terme à sa carrière sportive. Le 13 mai, il remporte le 400 m haies du Shanghai Golden Grand Prix en 48 s 63 en ayant presque une seconde d'avance sur le second (L. J. van Zyl en 49 s 35) et établissant par la même occasion un record du meeting. Il égale ce temps lors du Jamaica International Invitational où il est toutefois battu par Kyron McMaster (47 s 80) et Jaheel Hyde (48 s 52).
Revenant sur sa décision pour une ultime saison 2018, durant laquelle il court au mieux en 49 s 08 et termine à la 7e place de la Ligue de diamant (50 s 63), il met un terme à sa carrière le 19 septembre 2018, à 35 ans.

## Vie privée
Son père et sa grand-mère meurent en 2016, à quelques mois d'écart.

## Palmarès

### International

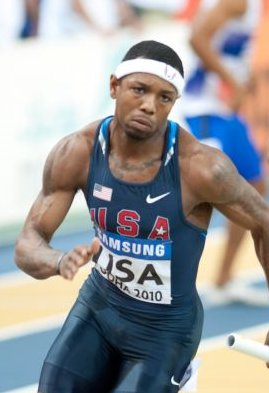
Bershawn Jackson lors des championnats du monde en salle 2010

| Date | Compétition                    | Lieu             | Résultat | Épreuve     | Temps         |
| ---- | ------------------------------ | ---------------- | -------- | ----------- | ------------- |
| 2002 | Championnats du monde juniors  | Kingston         | 3e       | 400 m haies | 50 s 00       |
| 2004 | Finale mondiale                | Monaco           | 1er      | 400 m haies | 47 s 86       |
| 2005 | Championnats du monde          | Helsinki         | 1er      | 400 m haies | 47 s 30       |
| 2005 | Finale mondiale                | Monaco           | 1er      | 400 m haies | 48 s 05       |
| 2006 | Finale mondiale                | Stuttgart        | 3e       | 400 m haies | 48 s 24       |
| 2007 | Championnats du monde          | Osaka            | 1er      | 4 × 400 m   | —             |
| 2008 | Jeux olympiques                | Pékin            | 3e       | 400 m haies | 48 s 06       |
| 2009 | Championnats du monde          | Berlin           | 3e       | 400 m haies | 48 s 23       |
| 2010 | Championnats du monde en salle | Doha             | 5e       | 400 m       | 46 s 84       |
| 2010 | Championnats du monde en salle | Doha             | 1er      | 4 × 400 m   | 3 min 03 s 40 |
| 2010 | Coupe continentale             | Split            | 3e       | 400 m haies | 48 s 62       |
| 2010 | Coupe continentale             | Split            | 1er      | 4 × 400 m   | 2 min 59 s 00 |
| 2010 | Ligue de diamant               | Ligue de diamant | 1er      | 400 m haies | détails       |
| 2011 | Championnats du monde          | Daegu            | 6e       | 400 m haies | 49 s 24       |
| 2011 | Championnats du monde          | Daegu            | 1er      | 4 × 400 m   | 2 min 59 s 31 |
| 2015 | Ligue de diamant               | Ligue de diamant | 1er      | 400 m haies | détails       |
| 2017 | Ligue de diamant               | Ligue de diamant | 8e       | 400 m haies | 50 s 02       |
| 2018 | Ligue de diamant               | Ligue de diamant | 7e       | 400 m haies | 50 s 63       |

## Records
| Épreuve       | Temps   | Lieu         | Date            |
| ------------- | ------- | ------------ | --------------- |
| 400 m haies   | 47 s 30 | Helsinki     | 9 août 2005     |
| 400 m         | 45 s 06 | Indianapolis | 22 juin 2007    |
| 400 m (salle) | 45 s 41 | Albuquerque  | 28 février 2010 |

### National
- Championnats des États-Unis : 
  - vainqueur du 400 m haies en 2003, 2009, 2010 et 2015
- Championnats des États-Unis en salle : 
  - vainqueur du 400 m en 2005 et 2010